# La perla (romanzo)
La perla (The Pearl) è un romanzo dello scrittore statunitense John Steinbeck pubblicato nel 1947, e in lingua italiana l'anno successivo.
La storia narra di Kino, un povero pescatore indio, che riesce a prendere una perla dal fondo marino che dapprima rappresenterà il simbolo della Fortuna e poi del Male.

## Trama
Kino è un misero pescatore indio. La sua compagna si chiama Juana e i due hanno un unico bimbo, Coyotito. Un giorno Coyotito viene punto da uno scorpione e portato di corsa da un dottore che però si rifiuta di curarlo, dopo aver appurato che Kino non aveva soldi per pagarlo. I giovani con il bimbo si recano alla spiaggia dove Kino possiede una piccola canoa e lì Juana prega perché possano trovare una perla con cui pagare il dottore. E Kino trova la perla perfetta, luminosa e splendida come la Luna, grossa come un uovo di gabbiano.
Nel frattempo il bimbo, che era stato morsicato e giaceva gonfio e febbricitante fino a poco prima, inizia a stare meglio; il gonfiore diminuisce e il veleno lascia il suo piccolo corpo. In poco tempo la voce del ritrovamento della perla si sparge e tutti gli abitanti della piccola città vengono a saperlo. Il prete, mentre si chiede quanto potesse valere la perla, si domanda se il bambino fosse stato battezzato e il dottore, al quale era giunta la notizia, dice alla donna che stava curando che Kino era un suo cliente. Tutti, in poco tempo, cominciano a interessarsi di Kino "gente con cose da vendere e favori da chiedere" perché Kino aveva trovato la perla più grande del Mondo.
Kino tenta di vendere la perla a un gioielliere senza scrupoli, che ne sminuisce il valore e gli offre di comprarla per un prezzo irrisorio, proposta che Kino rifiuta. Juana, di fronte alle manifestazioni di invidia e di cupidigia, si convince che la perla è maledetta e durante la notte tenta di nascosto di rigettarla in mare, ma viene scoperta da Kino che litiga furiosamente con lei, abbandonandola sulla spiaggia. Sulla strada del ritorno, Kino viene assalito da uno sconosciuto. I due lottano e Kino uccide lo sconosciuto, accoltellandolo. Kino è convinto che lo sconosciuto gli abbia rubato la perla, che invece è nella mano di Juana che gliela mostra. Al rientro, trovano la loro capanna in fiamme e si rifugiano con Coyotito nella capanna di Juan Tomás, il fratello di Kino.
Dopo aver raccolto un po' di provviste, Kino, Juana e Coyotito si mettono in cammino verso la capitale, dove Kino spera di poter vendere la perla per un prezzo adeguato al suo valore ma ben presto si accorgono di essere inseguiti da un gruppetto di uomini. Si rifugiano quindi in una grotta. Kino si prepara a difendersi ma a un certo punto uno dei presunti inseguitori, udendo un pianto di bimbo scambiato per un ululato di coyote, spara in direzione del suono. Kino risponde al fuoco, uccidendoli tutti, ma si accorge che qualcosa non va: Coyotito infatti è stato colpito a morte dalla fucilata dell'inseguitore. Il mattino dopo, Kino e Juana ritornano a casa col corpo di Coyotito, e Kino, recatosi alla spiaggia, ributta in mare la perla che gli aveva rovinato la vita.

## Cinema
Nel 1947 il regista messicano Emilio Fernández realizzò la pellicola La perla con protagonisti Pedro Armendáriz e María Elena Marqués. Alla sceneggiatura collaborò lo stesso autore del romanzo.

## Edizioni italiane
- La perla, traduzione di Bruno Maffi, Pegaso Letterario n.12, Milano, Bompiani, 1948,  p. 115.
- La perla, traduzione di Bruno Maffi, collana I libri del Pavone, Arnoldo Mondadori Editore, 1956,  p. 237.
- La perla, traduzione di Bruno Maffi, I delfini n.117, Milano, Bompiani, 1964. - Collana I Grandi Tascabili, Bompiani, 1980.
- La perla, traduzione di Bruno Maffi riveduta da Luigi Sampietro, a cura di L. Sampietro, I Grandi Tascabili, Milano, Bompiani, 2015, ISBN 978-88-452-8028-3. - con le illustrazioni di Alessandro Sanna, Milano-Firenze, Bompiani, 2018.